# Manuela Leimgruber
Manuela Leimgruber (* 1971; heimatberechtigt in Herznach, Aargau) ist eine Schweizer Diplomatin.
Manuela Leimgruber hat Rechtswissenschaften an der schweizerischen Universität Freiburg studiert und einen LL.M. am College of Europe in belgischen Brügge erworben. 
2002 trat sie in den diplomatischen Dienst im Eidgenössischen Departement für auswärtige Angelegenheiten (EDA) ein. Zunächst war sie in der Direktion für Völkerrecht des EDA und anschliessend an der Schweizer Botschaft in Tel Aviv, Israel, sowie an der Schweizer Botschaft in Rom, Italien, tätig, wo sie 2006 bis 2010 die Abteilung für politische und rechtliche Angelegenheiten verantwortete. Von 2010 bis 2015 hatte sie die Leitung der politischen Koordination mit den Nachbarländern (EDAE) inne. 2015 erfolgte die Ernennung zur stellvertretenden Missionschefin der Botschaft in Kolumbien und 2019 die Ernennung zur stellvertretenden Missionschefin der Botschaft in Nairobi, Kenia. 2022 wurde sie zur ausserordentlichen und bevollmächtigten Botschafterin beim Heiligen Stuhl, in der Republik Malta und in der Republik San Marino, mit Sitz in Rom, ernannt.
Papst Franziskus überreichte Manuela Leimgruber am 6. November 2023 das offizielle Beglaubigungsschreiben zum Dienstantritt als residierende Botschafterin am Heiligen Stuhl. Sie trat die Nachfolge von Denis Knobel an und ist erste Schweizerin in diesem Amt.